# Chaetostephana inclusa
Chaetostephana inclusa är en fjärilsart som beskrevs av Karsch 1895. Chaetostephana inclusa ingår i släktet Chaetostephana och familjen nattflyn. Inga underarter finns listade i Catalogue of Life.